# H5P
H5P ist eine freie und quelloffene Software zum Erstellen von interaktiven (Lern-)Inhalten für das Web. Zu bereits verfügbaren Inhaltsformen zählen beispielsweise Videos oder Präsentationen mit eingebetteten Quiz-Aufgaben verschiedenster Art, Zeitstrahlen oder ein Memory-Spiel.

## Hintergründe
2012 suchte die mit öffentlichen Geldern geförderte Organisation Norwegian Digital Learning Arena (NDLA) nach einem Ersatz für das bisher auf Adobe Flash basierende Autorensystem, um damit Lerninhalte für das Web zu erstellen. Getragen vom Gedanken der Open Educational Resources sollte die gesuchte Lösung u. a. auf offene Standards wie HTML5 setzen und es einfach machen, Inhalte zu erstellen, zu teilen und zu verändern. Die norwegische Firma Joubel übernahm den Auftrag und veröffentlichte 2013 die erste Fassung der Software, die seither stetig weiterentwickelt wird und seit 2015 an Popularität gewinnt. Im Juni 2018 gab das Kernteam bekannt, im Rahmen des MOSS-Programms finanziell von der Mozilla Foundation unterstützt zu werden. Die Ergebnisse der Förderung wurden etwa ein Jahr später vorgestellt. Im Jahr 2022 benannte sich Joubel um in H5P Group und gewann den „Gaselle“-Preis für Nordnorwegen. Im Juli 2024 wurde bekanntgegeben, dass H5P Group vom kanadischen Unternehmen D2L aufgekauft wurde, jedoch innerhalb des Unternehmens als eigenständiges Projektteam weitergeführt werde.

## Merkmale
Die Editorumgebung von H5P setzt ein Wirtssystem voraus, in dem die erstellten Inhalte angelegt und vorgehalten werden können. Derzeit existieren entsprechende PlugIns für:
- Aula[9]
- Drupal[10]
- WordPress[11]
- Neos CMS[12]
- Moodle[13]
- ILIAS[14]
- Stud.IP[15]
- TYPO3[16]

Seit Moodle 3.9 im Juni 2020 ist H5P im Core integriert und ohne Plugin nutzbar. Des Weiteren erlaubt es die vom H5P-Kernteam betriebene Plattform H5P.com, H5P-Inhalte von dort über eine LTI-Schnittstelle auch nahtlos in andere Plattformen zu integrieren, beispielsweise in Blackboard oder EdX (Edge).
Das Anzeigen von interaktiven H5P-Inhalten ist zudem über Einbetten oder eine Laufzeitumgebung auch anderswo möglich. Inhalte lassen sich als Komplettpaket bestehend aus verwendeten Medien, Programmbibliotheken (JavaScript, CSS) und entsprechender Konfiguration (JSON) herunterladen und weiterverwenden. Viele der Inhaltstypen unterstützen die Tin Can API (xAPI), mit der Informationen über Erfahrungen der Lernenden festgehalten werden können.